# カタール

カタール国
دولة قطر

国の標語：الله الوطن الأمير
（神・国家・首長）
国歌：平和への賛歌

1966年から1976年までの国章

カタール国（カタールこく、アラビア語: دَوْلَةُ قَطَر、Dawlat Qaṭar、ダウラト・カタル）、通称カタールは、西アジアに位置する国家。中東のアラビア半島北東部に位置するカタール半島を領土とし、南はサウジアラビアと国境を接し、残りの領土はペルシャ湾に囲まれている。ペルシャ湾の入り江であるバーレーン湾が、カタールとバーレーンを隔てている。首都は国民の8割以上が住むドーハで、国土の大部分は平坦な低地の砂漠で構成されている。
1868年にムハンマド・ビン・サーニーがイギリスと条約を結び、独立国としての地位を認められて以来、カタールはサーニー家による世襲君主制国家として統治されてきた。オスマン帝国の支配を経て、20世紀初頭にはイギリスの保護領となり、1971年に独立した。現在の首長はタミーム・ビン・ハマドで、カタール憲法に基づき、行政・立法のほぼすべての権限を持ち、司法も支配している。首相と内閣は首長が任命する。一部選挙で選ばれた諮問評議会は、立法を阻止することができ、大臣を解任する能力も限られている。
2017年初頭、カタールの総人口は260万人で、そのうち31万3000人がカタール国民、230万人がエクスパットである。公式の宗教はイスラム教である。所得面では、一人当たりのGDP（PPP）が世界第4位、一人当たりのGNI（アトラス方式）が世界第11位。カタールの人間開発指数は42位で、アラブ世界では3番目に高いHDIである。世界第3位の天然ガス埋蔵量と石油埋蔵量を背景に、高所得者層が多い経済国である。カタールは世界有数の液化天然ガス輸出国であり、一人当たりの二酸化炭素排出量は世界一である。
21世紀には、カタールはその資源とメディアグループであるアルジャジーラ・メディア・ネットワークを世界的に拡大し、アラブの春にはいくつかの反政府勢力を財政的に支援したと伝えられており、アラブ世界のミドルパワーとして台頭している。カタールは湾岸協力会議の一員である。カタールの人権記録は、結社の自由、表現の自由、報道の自由といった市民の自由に対する制限や、国内のプロジェクトのための強制労働に相当する数千人の移民労働者の扱いなど、学者や非政府組織から総じて低いとみなされている。2022年FIFAワールドカップは、賛否両論ある中でカタールに決定し、アラブ諸国初、中東初の開催地となった。カタールは2006年アジア競技大会を開催し、2030年アジア競技大会も開催する予定である。

## 国名
正式名称はアラビア語でدَوْلَةُ قَطَر（Dawlat Qaṭar ダウラト・カタル）といい、通常は単にقطر（Qaṭar [ˈqɑtˤɑr] カタル）と称する。なお、現地のアーンミーヤでの発音はギタル（Giṭar [ˈɡɪtˤɑr]）に近い。
国名の由来には複数通りあり、
- イスラーム以前の古い時代に書かれた西洋の記録において一帯がCataraと呼ばれ[22]ており、そのアラビア語当て字であるقَطَارَا（Qaṭārā、カターラー）もしくはكَتَارَا（Katārā、カターラー）が国名の元となった

といった説が知られている。後者に関してはカタールのドーハにある文化村كَتَارَا（Katārā、カターラー）の施設名ともなっている。
英語での公式国名はState of Qatar、通称 Qatar（英語発音: [ˈkɑːtɑːr] カーター、[ˈkætɑː] キャター）。世界の国と地域の中で、唯一“Q”で始まる英語国名である。国民・形容詞は Qatari(英語発音:[kɑˈtɑːri]カターリ）。
日本語では「カタール国」「カタール」「カタル」と書かれる。漢字表記は華太瑠.

## 歴史
カタールでは、紀元前3000年から紀元前2000年ごろの遺物が見つかっている。また、ペルシャ湾での真珠採取の産地として古代から知られてきた。
オスマン帝国の進出
1825年にカタール王家サーニー家（Āl-Thānī）の創始者サーニー・ビン・ムハンマドがビダウ（البدع al-Bida‘、現在のドーハ）を治めるカタールのハーキムに選ばれた。バーレーンのハリーファ家（Āl-Khalīfa）が1868年まで北カタールを治めていた。その年、カタール貴族の依頼によりイギリスの仲介でバーレーンの主張を取り下げさせたが、オスマン帝国がカタールを占領した。
帝国の撤退と英国の支配
第一次世界大戦で敗戦国となったオスマン帝国が撤退したあとはイギリスの実効支配の下、3代目カタール首長（アミール）・アブドゥッラー・ビン・ジャースィム・アール＝サーニーをシェイクとした自治権を認めた。イギリスとカタール間の1916年の条約は、イギリスとその他のペルシャ湾諸国の条約と同じく、イギリスの承認なく自国領の変更は認めず、諸外国との外交関係も一切認めないというものだった。その代わりイギリスは海上からの侵攻に対しては保護を与え、陸上からの攻撃に対しては支援を与えるという内容だった。
1934年の条約はさらにイギリスからの保護を強化したものだった。赤線協定に基づいてアングロ・イラニアン石油会社（AIOC）からイラク石油会社（IPC）に石油利権が譲渡されると、1935年に英蘭仏米の共同国益会社「Petroleum Development (Qatar) Ltd（PDQ）」に対し、カタールでの75年間の石油掘削権を承認。1940年には高品質の石油が、カタール半島西岸で発見された。第二次世界大戦のため1949年まで石油輸出は行われなかった。
オイルマネーによる繁栄
4代目首長であるアリー・ビン・アブドゥッラー・アール＝サーニーのもとで、1950年代から1960年代にかけて、この石油がカタールに繁栄と社会進化をもたらし、近代化の始まりとなった。

### 独立
1960年に5代目首長アフマドが就任。1968年に発表されたイギリスのスエズ運河以東撤退宣言に伴い、イギリスの保護領トルーシャル・オマーン（Trucial Oman：休戦オマーン。トルーシャル・コーストTrucial Coast：休戦海岸とも。のちにアラブ首長国連邦（UAE）となる勢力）は、1971年の独立を目指してアラブ首長国連邦（Federation of Arab Emirates：FAE）を結成した。当時は首長国が単独で独立国家となるのは難しいと考えており、カタールやバーレーンもその一員としてFAEに含まれていたが、すでにカタールとバーレーンは石油生産の好調で単独独立が可能な状態になっていた。他首長国との利権問題もあってカタールとバーレーンは近隣国のサウジアラビアやアラブ首長国連邦の一部になることを断り、カタールは1971年9月3日に単独で独立した。同年9月11日にアラブ連盟に、21日に国際連合に加盟した。

### 湾岸戦争
1972年、父であるアフマド首長の外遊中に、ハリーファが無血クーデターを起こして政権を奪取（6代目首長）。1988年にはソビエト連邦および中華人民共和国とそれぞれ外交関係を結んだ。OPEC（石油輸出国機構）の初期からの加盟国であるが、天然ガスの生産に注力することを理由として、2019年1月1日をもって脱退した。また、湾岸協力会議の原加盟国である。1990年の湾岸戦争では、反イラクの立場をとった。

### 無血クーデター
1995年に首長であるハマドが、父であるハリーファの外遊中に無血クーデターを起こして政権を奪取（7代目首長）。ハマドは、政権を奪取して以降、天然資源のみに頼った経済体制を危惧して、観光産業の育成などに着手している。かつてはハリーファの閉鎖的な政策の影響で宿泊施設すらほとんどなく、「世界一退屈な都市」とまで言われた首都ドーハにもさまざまな娯楽施設などが建設され、賑わいを見せている。また、衛星テレビ局アルジャジーラが、彼のポケットマネー（1億5000万USドル）で設立された。1996年から湾岸諸国の中で唯一イスラエルの通商代表部が置かれていたが、2009年に閉鎖された。

### タミム首長
2013年6月25日、ハマドが四男のタミーム・ビン・ハマド・アール＝サーニーに譲位し、タミームが首長となる。

## 政治

### 元首

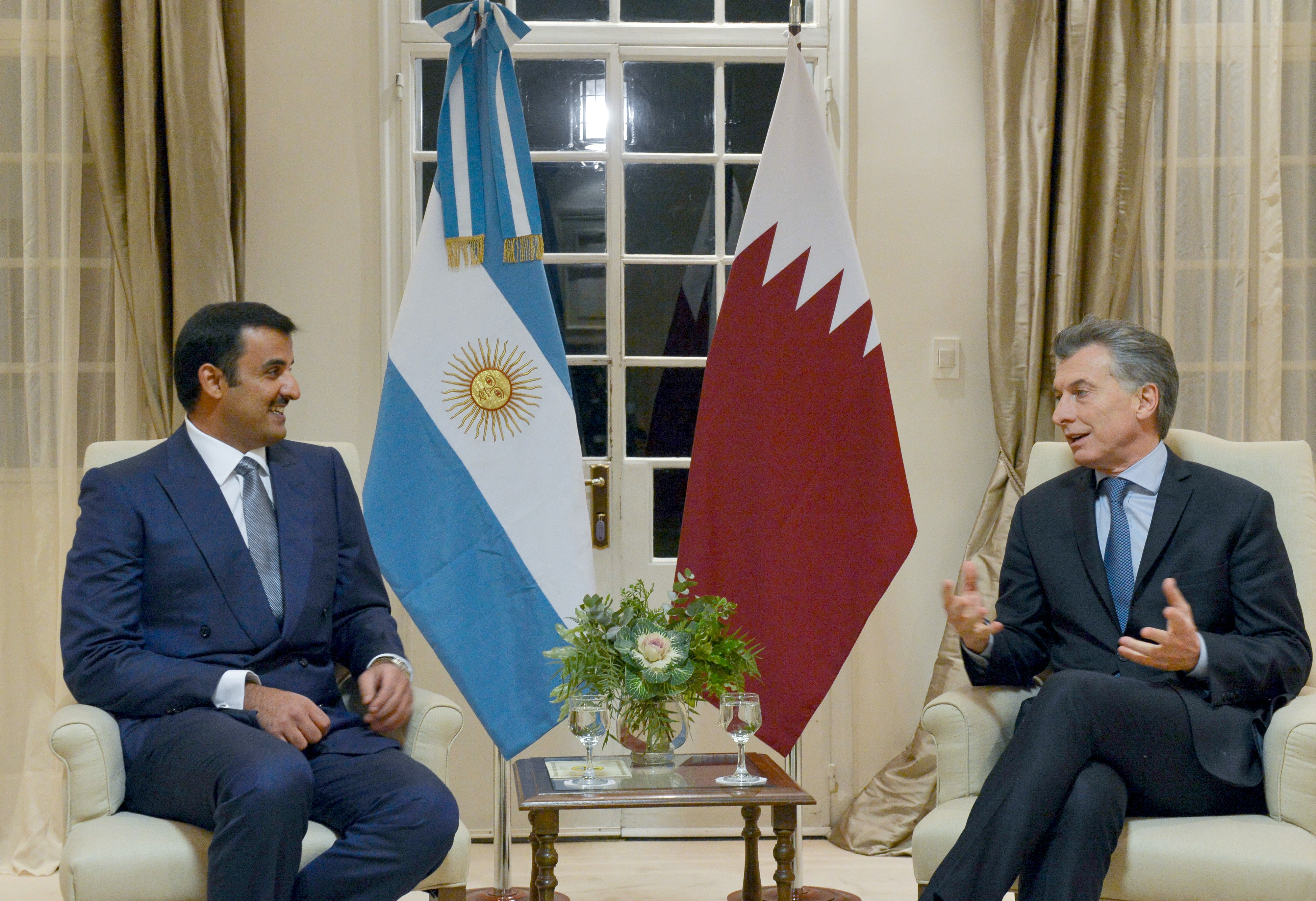
アルゼンチンのマウリシオ・マクリ大統領と会談するタミーム首長（左、2016年7月28日）

カタールはサーニー家（آل ثاني、Āl-Thānī）による首長制（君主制の一種）である。現行憲法は2003年4月29日に承認されたもので、三権分立の立場を取り、民主主義や女性参政権の保障などを謳っている。しかし、実際はサーニー家に実権が集中している状況である。

### 立法
議会としては45議席の「諮問評議会」が置かれており、閣僚への質問権や予算案承認のための投票権などを持つ。議員は全員が首長より任命される。
一時期は公選制の導入が2003年の憲法改正で決まったものの、その後選挙は実施されなかった。2011年にアラブの春が波及し国内でも民主化運動が行われるようになると、政府は選挙の実施を表明した。しかし当初2013年に予定されていた選挙は再三にわたり延期され、国内外から批判の声が高まった。2021年10月2日に同国初となる顧問評議会選挙が実施された（45議席のうち30議席は直接選挙、15議席は首長による任命とする一部公選制）。しかし2024年11月の憲法改正で公選制は廃止され、全員が任命制に戻された。

### 行政
行政権は首長および内閣が持つ。首相職がある。

### 司法
司法権は上級刑事裁判所、下級刑事裁判所、民事・商事裁判所、労働裁判所、高等裁判所の5裁判所が行使する。死刑制度（絞首、銃殺）が存在する。

### 有力部族
サーニー家
昔からのカタール土着の部族。1868年のカタール独立以来、首長のポストを独占している。2002年の内閣閣僚はサーニー家が6割を占めていたが、2013年6月にタミーム・ビン・ハマド・アール＝サーニーが首長となって新たに任命した20人の閣僚の内、サーニー家は首相を含め3人であった。
アティーヤ家
カタールの有力家族のひとつ。アブドゥッラー・ビン・ハマド・アル＝アティーヤ (Abdullah Bin Hamad Al-Attiyah) が国副首相兼エネルギー・工業大臣として2007年11月に来日した。
ミスナド家
前首長ハマドの母や、ハマドの第二夫人で現首長タミームの母モーザ皇太后 (Sheikha Mozah Bint Nasser Al-Missned) を輩出する。
カマル家
2002年当時の財務相Yusif Husayn al-Kamalを出している。

## 国際関係

### 外交
カタールは親米であると同時に、イスラム組織ハマースやイスラム主義組織タリバンなどとつながりが深い。あらゆる国や組織と関係を築き、対話が難しい相手と交渉する頼りの綱となって国際社会で地位を確立する戦略をとる。
湾岸協力会議（GCC）の加盟国。小国であるが、豊かな石油・天然ガス収入を背景に、米軍基地を置くなど欧米西側諸国と関係が深い。同時にサウジアラビア等の周辺国とは距離を置いており、人口や軍事力で圧倒的な差があるサウジアラビアはカタールにとって潜在的な脅威となっている。
巨額の資金援助を行ったムスリム同胞団を使い、アラブの春では中東各国に活発に介入した。シリア内戦では欧米と協調してアル＝ヌスラ戦線等の反体制派のアルカーイダ組織を支援した。また、パレスチナのハマースにはムスリム同胞団を通じて最大の影響力を持っている国でもある。
2012年、ターリバーンの対外連絡事務所を設置、ターリバーンとアメリカ両国とのパイプを持つ国となった。2020年、アフガニスタンからアメリカ軍が撤退する交渉ではカタールが会談場所となり、2021年にアメリカ軍が撤退してターリバーンが再びアフガニスタンを制圧した後は、欧州各国とターリバーンの対話の窓口としての役割を果たした。同年、ターリバーンに対しては、アメリカ軍撤退後に空白となったカーブル国際空港の航空管制支援や物資の供給なども行っている。
2014年、サウジアラビア、バーレーン、UAEの3か国が、内政干渉に対する報復という理由で駐カタール大使をそれぞれ本国召還し、カタールと周辺諸国の軋轢が表面化した。さらに2017年6月、ムスリム同胞団への支援やイラン・トルコとの接近に対して、一部のイスラム諸国（サウジアラビア、UAE、バーレーン、エジプト、イエメン、モルディブ、モーリタニアなど）がカタールとの国交断絶を表明した（2017年カタール外交危機）。しばらくの間、イスラム諸国との関係悪化は続いたが、2021年1月4日、カタールとサウジアラビア間で国交回復に向けた合意が実現した。翌5日にはサウジアラビア、UAE、バーレーン、エジプトの4カ国との国交を完全に回復させることで合意した。一方、この危機以降、カタールとトルコの関係が非常に深くなっており、国内にトルコ軍が一時駐留していた。
カタールの最大の問題の一つが近隣国際関係で、オーストラリアに本部を置き、アメリカ、オランダ、メキシコ、ベルギーなどに支部を持つ経済平和研究所が2022年1月に発表した「国防経済外部効果」、「観光客数」、「国内近隣外国人平等法」、これを再定義して2022年の積極的平和指数の1項目、近隣国際関係指数は4.41と、世界から見てアフガニスタンよりも低い国際ランクとなるほど悪いものであった。

## 軍事
カタール固有の軍事力は、軍事予算はGNP比4.2%（1993）、総兵力1万1800人である。
アメリカ中央軍が駐留し、首都ドーハ近郊に司令部のひとつであるアッサイリヤ基地がある。アメリカ中央軍は中東を責任地域とするが、司令部のある米国本土のフロリダ州タンパが遠すぎるため、イラク戦争直前の2003年に第2の司令部として設置された。イラクやアフガニスタンに展開したアメリカ軍部隊はここから指揮される。
2016年、カタールをかつて支配していたトルコに軍事基地を提供する協定を結んだ。
2017年6月には米海軍と、同じく8月には米軍パラシュート部隊との合同軍事演習を行った。一方で同年11月からは2017年カタール外交危機での孤立に伴って上海協力機構に加盟申請し（のちにトルコと同じ対話パートナーとしての参加が認められた）、翌12月にはカタール建国記念の軍事パレードで中国人民解放軍による訓練で従来の英国式から中国式のガチョウ足行進に改め、中国製弾道ミサイルのBP-12Aを披露し、中国への接近が目立った。

## 国民
| 国籍         | 国籍         | 国籍 | 国籍 | 国籍 |
| ------------ | ------------ | ---- | ---- | ---- |
|              |              |      |      |      |
| カタール国籍 | カタール国籍 |      | 13%  | 13%  |
| 外国籍       | 外国籍       |      | 87%  | 87%  |

### 民族
人口は2019年の推定で284万6092人。2013年の調査では、全人口180万人のうち、カタール国籍はわずか13%の27万8000人にすぎず、87%にあたる150万人が外国人労働者である。そのうち、インド人が54万5000人と最大の勢力となっている。次いで、フィリピン人、ネパール人、パキスタン人、スリランカ人、バングラデシュ人などが多く、南アジア諸国からの労働者がほとんどを占めている。
カタール人は、おもにアラビア半島の遊牧民のベドウィン、イラン・パキスタン・アフガニスタンを祖先に持つ Hadar、スーダンとソマリアを中心とした東アフリカからの奴隷の子孫の Abd の3つの祖先に分かれる。

### 言語
公用語はアラビア語である。日常会話は湾岸方言となる。イギリスの植民地であったこと、またインドやパキスタンなどの同様の歴史を持つ国からの労働者が大半を占めていることから、英語も共通語として政財界を中心に広く使用されている。その他、ヒンディー語、ウルドゥー語、マラヤーラム語、タミール語、ネパール語やタガログ語など、それぞれの外国人労働者の母語も話されている。

### 宗教
2010年の調査では外国籍を含めた全人口に占める割合をみると67.7%がイスラム教、13.8%がキリスト教、13.8%がヒンドゥー教、3.1%が仏教を信仰している。しかし、カタール国籍保持者の95%はイスラム教であり、大半がスンナ派のワッハーブ派である他、シーア派が人口の5 - 15%を占めており、イスラム教を国教としている。

## 地理

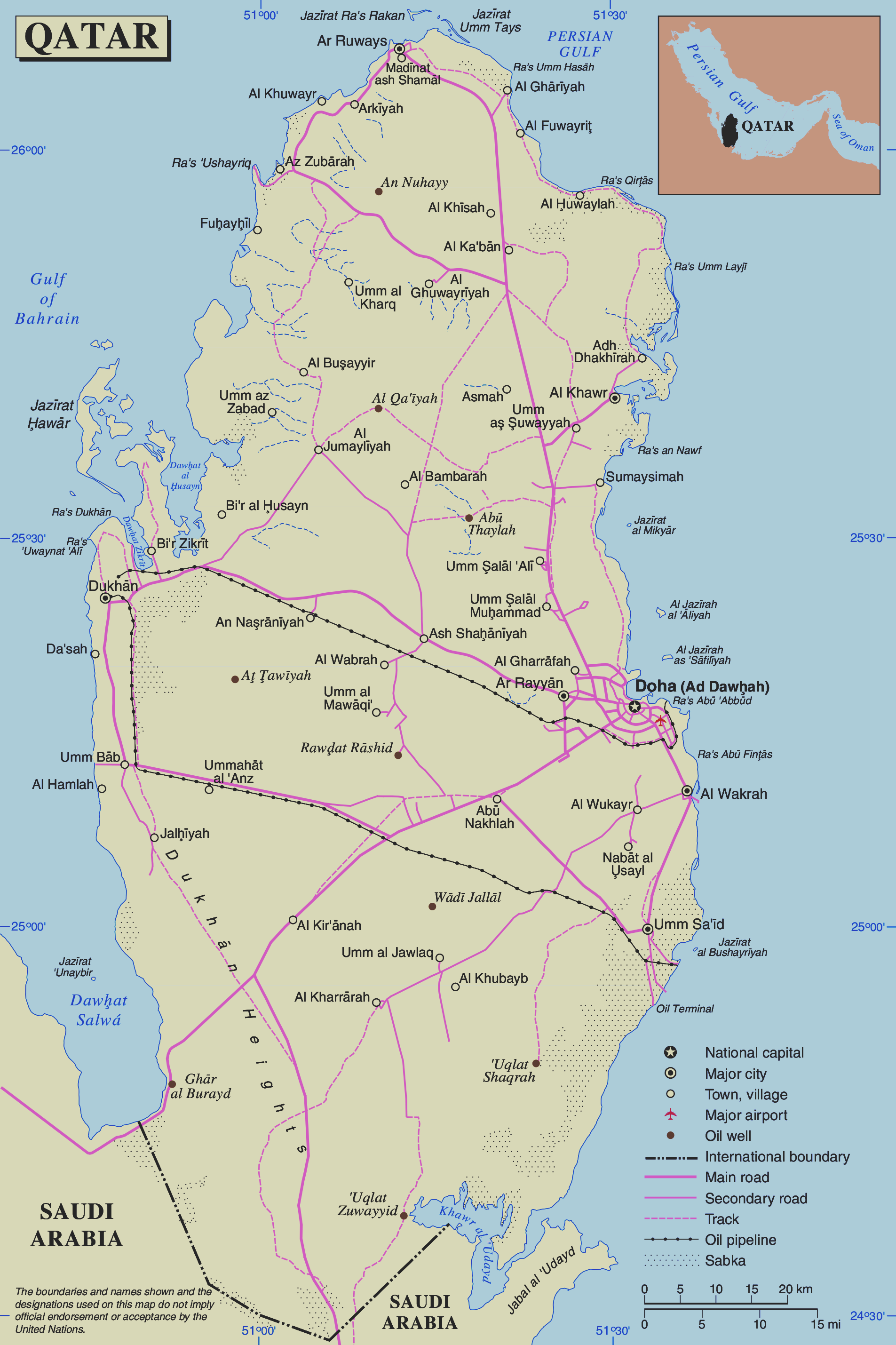
カタールの地図

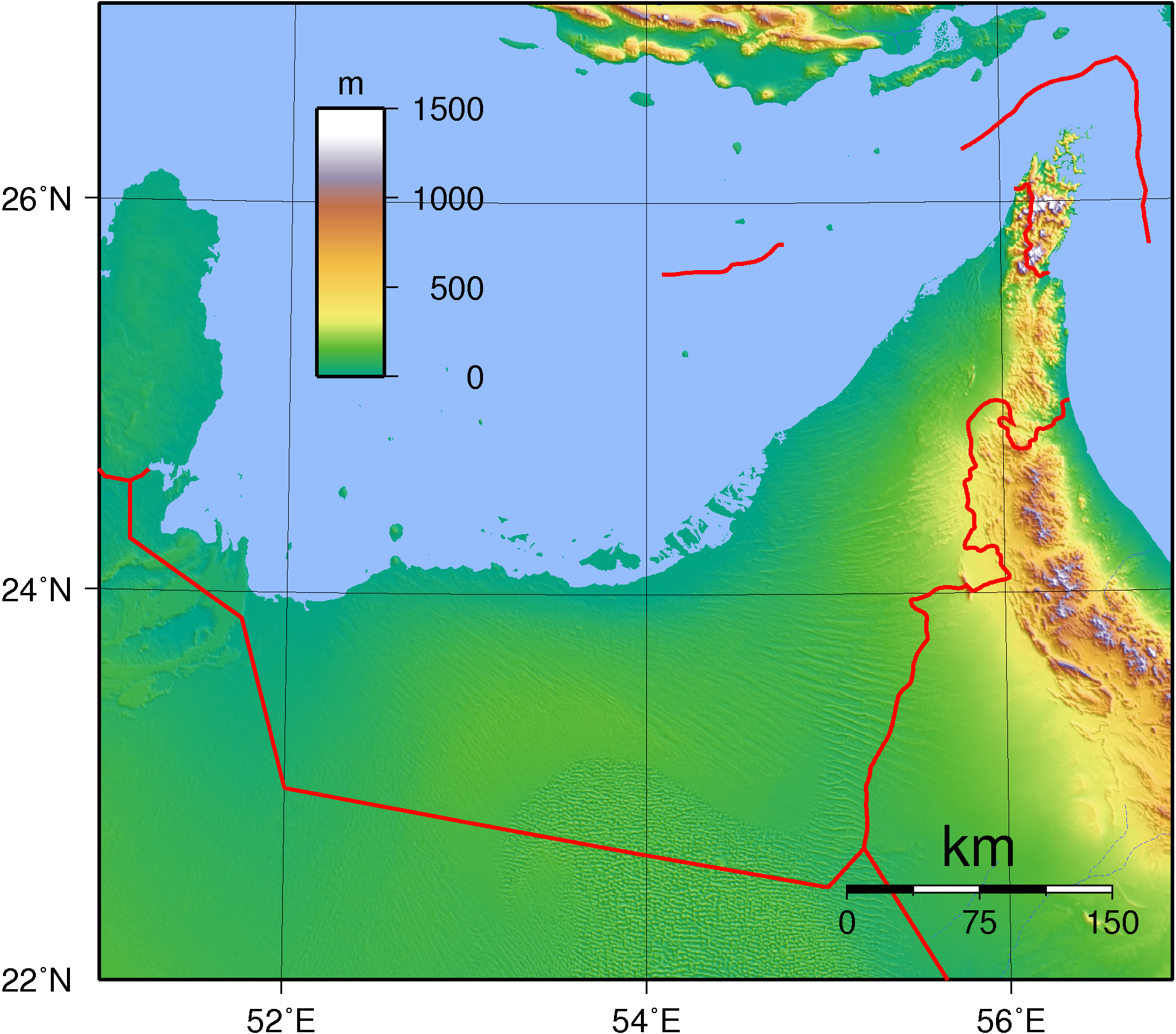
1974年以前の国境線が描かれたUAEの地図。この地図ではカタール（左上）はUAEと国境を接している。

カタール半島は、サウジアラビア側から160km突き出ている。国内の大部分は不毛な砂漠であり、最も高い地点で海抜103mである。この砂漠の地下にドゥハーン油田が存在し、一方、世界最大級のノースガス田はカタール半島北東からイラン方向の海底に広がる。カタール半島の付け根付近にあるホール・アル＝ウデイド（Kawhr al Udayd）は、静かな内海であることから別名を「インランド・シー」（英: Inland Sea）とも呼ぶ。
陸上の国境は現在はサウジアラビアとの国境のみであるが、かつてはアラブ首長国連邦（UAE）とも国境を接していた。1974年のジッダ条約により、サウジアラビアにペルシャ湾への出口となるUAE領土が割譲され、カタールとUAEとの間の陸上国境はなくなった（詳細はサウジアラビア＝アラブ首長国連邦国境を参照）。

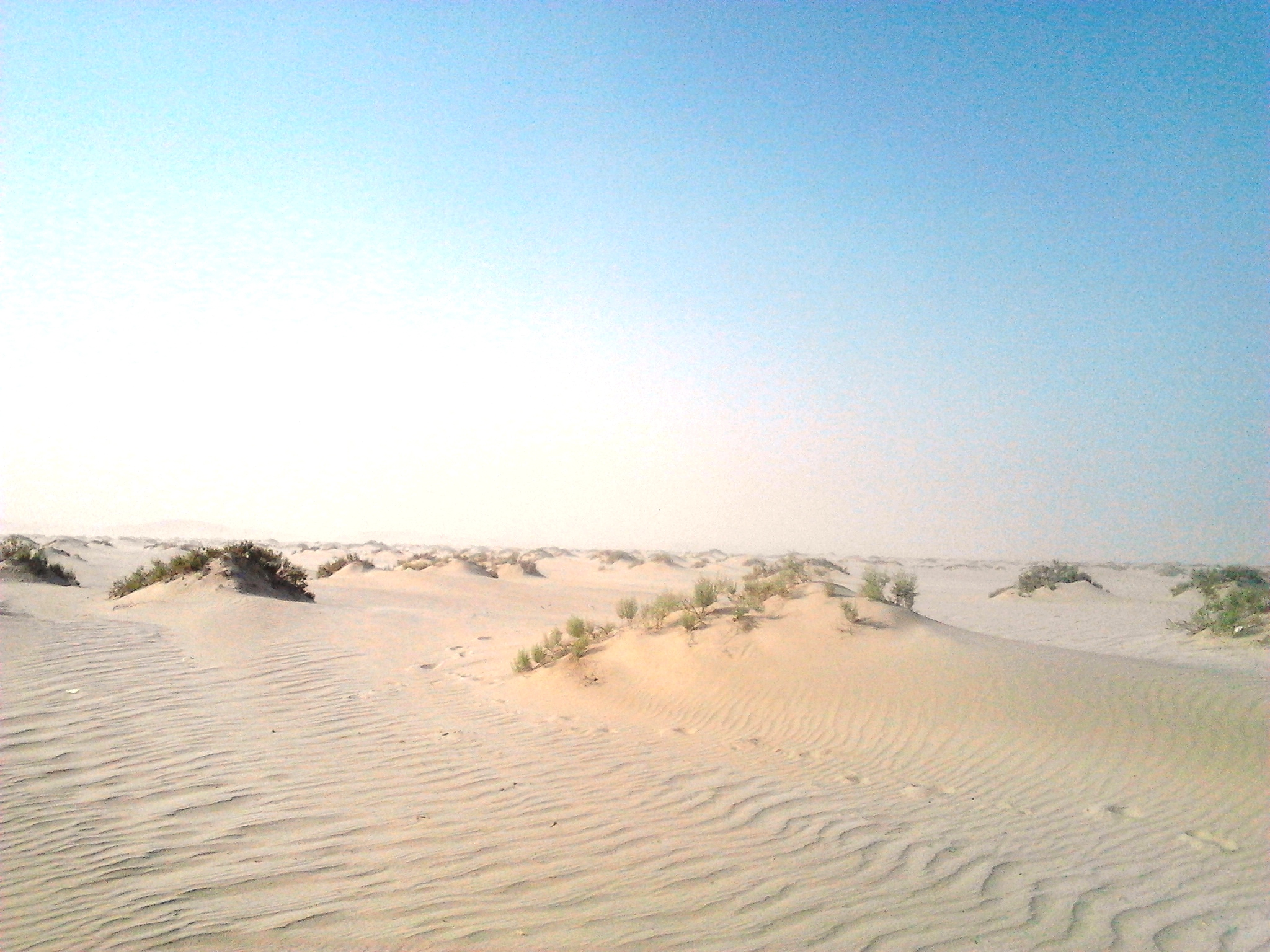
カタールの砂漠

### 都市

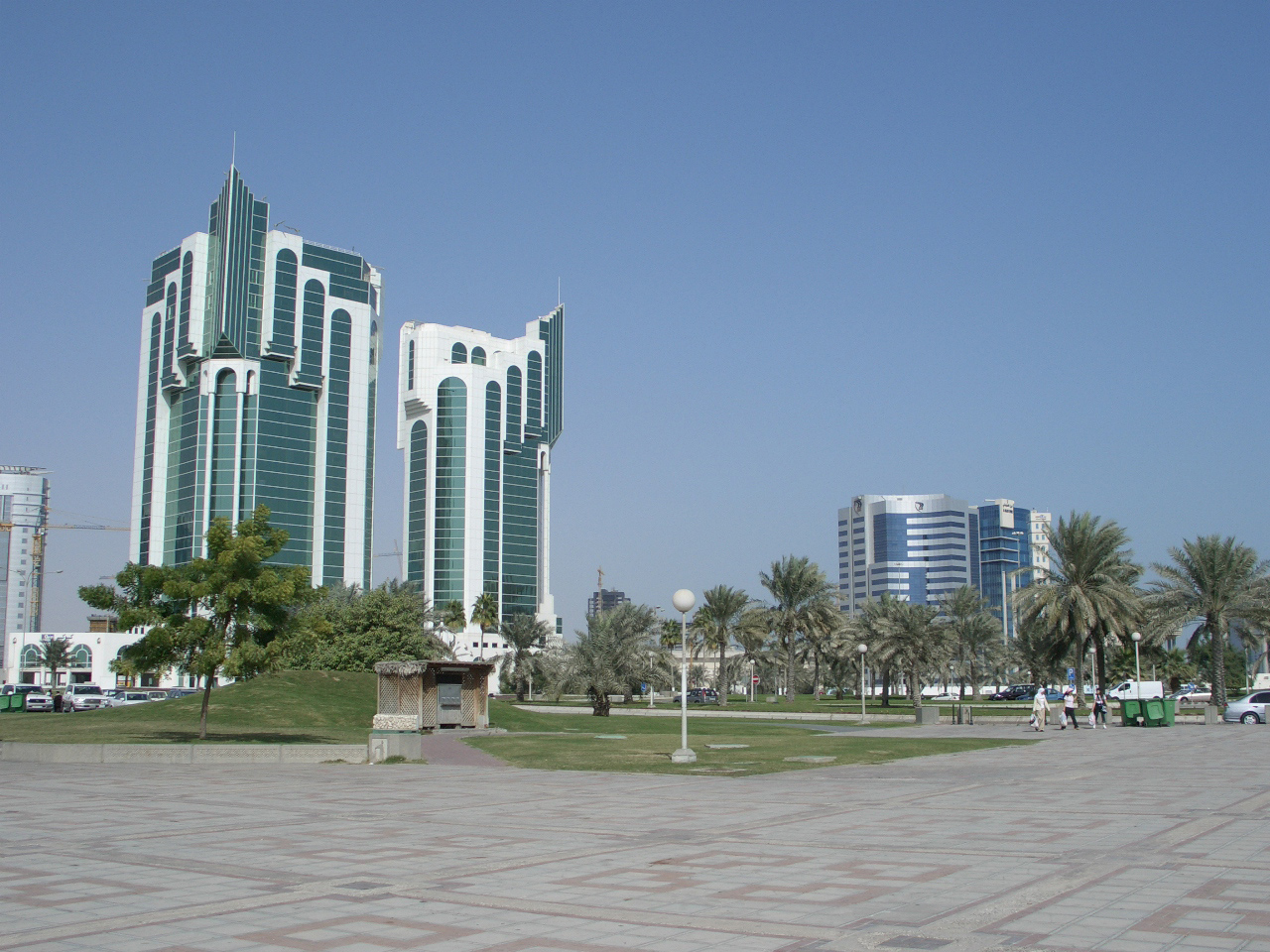
カタールの首都ドーハ

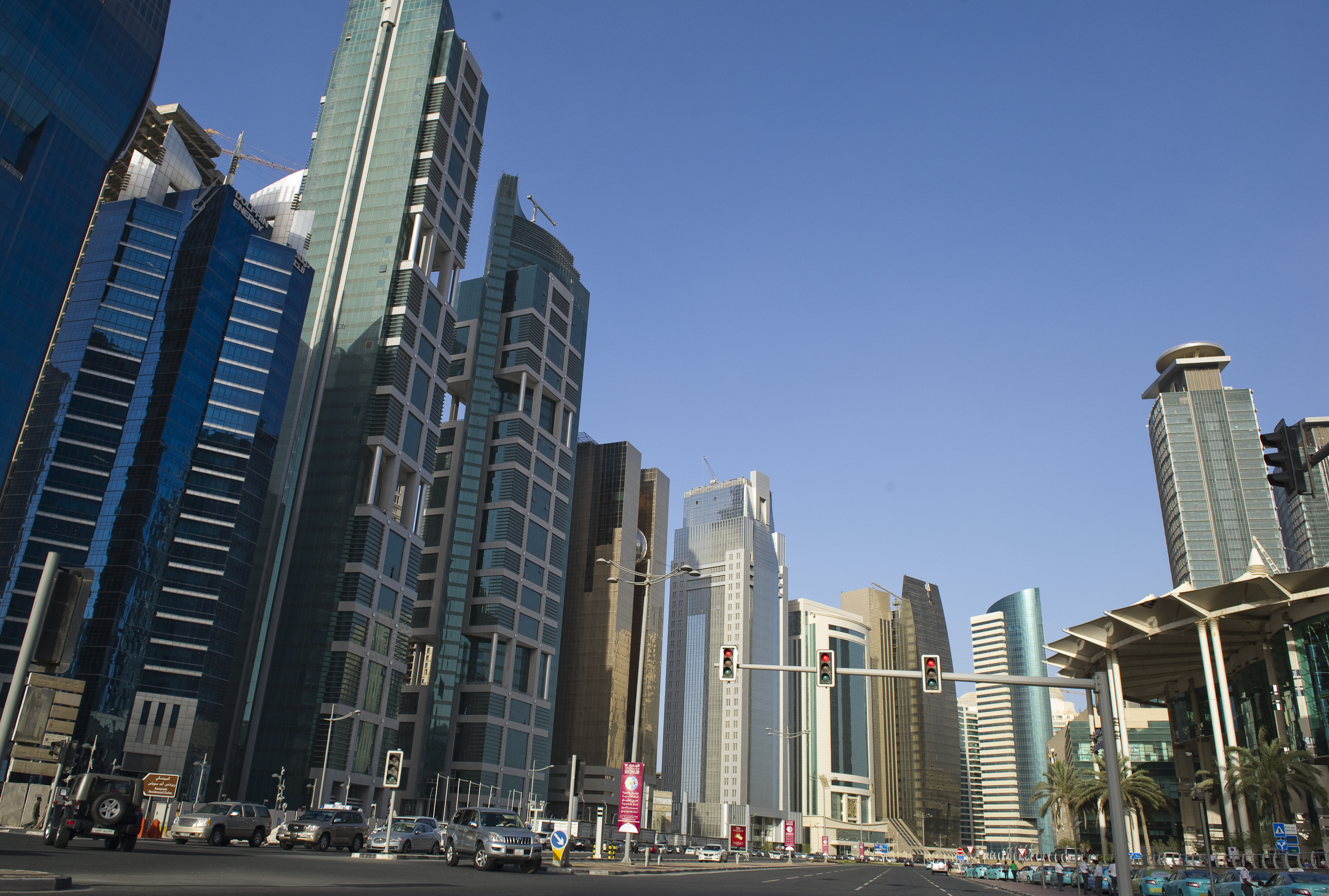
ドーハ市街

- 首都ドーハ - 国内で最大の都市であり、国民の半分以上がドーハに住んでいる。
- アル・ワクラ（Al Wakrah） - ドーハの南約20km。
- アル・ホール（Alkhor） - ドーハの北57km。古い街区がある。
- ウンム・サラール・ムハンマド（英語版）（Umm Salal Muhammad） - ドーハの北約20km。19世紀に建てられた3階建ての長方形の塔「バルザーン塔」がある。
- ラアス・ラファーン（英語版）（Ras Laffan） - 工業都市。日本では「ラス・ラファン」と表記される。
- アッ＝シャマール - 最北部の都市。
- ウンム・サイード（英語版）（Umm Sa'id） - 工業都市。石油製品輸出港。
- ドゥハーン（英語版）（Dukhan） - 西岸の都市。
- シャハーニーヤ（Shahaniya） - ラクダレース開催地として知られる。Al Jumaliyah。
- アッ＝ラヤーン

## 経済

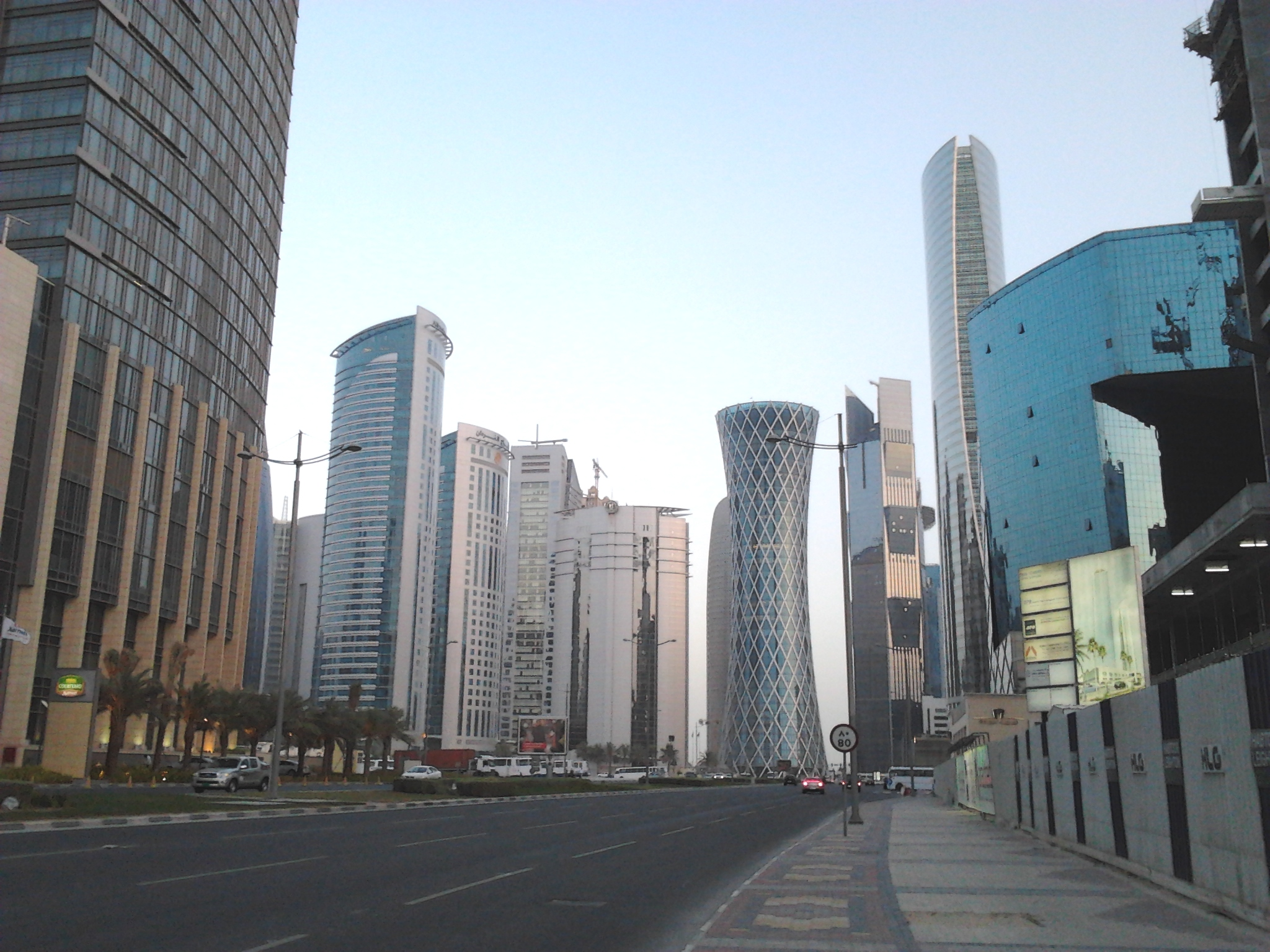
首都ドーハは中東屈指の世界都市、金融センターへ急成長している

2015年の国内総生産（GDP）は約1920億ドル（約21兆円）であり、日本の埼玉県よりやや大きい経済規模である。人口は埼玉県の3分の1弱で、同年の一人当たりGDPは7万8829ドルで世界第5位、一人当たり国民総所得（GNI）は8万5430ドルで世界第2位である。一時は一人当たりGDPで世界一を誇ったことから「世界でもっとも裕福な国」と呼ばれた。
1940年代の石油発見以前の産業は漁業と真珠取りだけであった。1920年代から日本の養殖真珠が世界に出回るとカタールの天然真珠は衰退した。石油と天然ガスに依存する経済体制で、輸出の大半が石油・天然ガスおよびその関連製品で占められている。インド、パキスタン、イランなどからの外国人労働者がカタール国籍を持つ総人口より多く、外国人労働者に労働力を大きく依存している。
豊富なオイルマネーにより国民は所得税がかからない。さらに、医療費、電気代、電話代が無料、大学を卒業すると一定の土地を無償で借りることができ、10年後には自分のものとなる。
2004年、ドーハに科学技術パークを開き、世界中から技術関連企業を呼んだ。現在、油価は低下したものの炭化水素はカタールの背骨であり続けるが、政府は知識集約型の民間投資も促進しようとしている。カタール金融センター（QFC）は湾岸諸国を巻き込んだ投資に今後10年間で1兆ドルを供給することを発表している。

### 液化天然ガス
カタールの重要資源は液化天然ガス（LNG）である。各国とのLNG契約も長期にわたり、2021年7月には韓国と20年間、2022年11月21日には、中国と27年間に及ぶ契約が締結したことを発表した。一方日本とは契約が難航し、長期契約は全て売り切れとなった。2021年現在のカタールのLNG輸出先は以下の通りである。
| 順位 | 国籍           | シェア |
| ---- | -------------- | ------ |
| 1位  | 大韓民国       | 16.1%  |
| 2位  | インド         | 13.6%  |
| 3位  | 中華人民共和国 | 12.3%  |
| 4位  | 日本           | 12.3%  |

### 農業

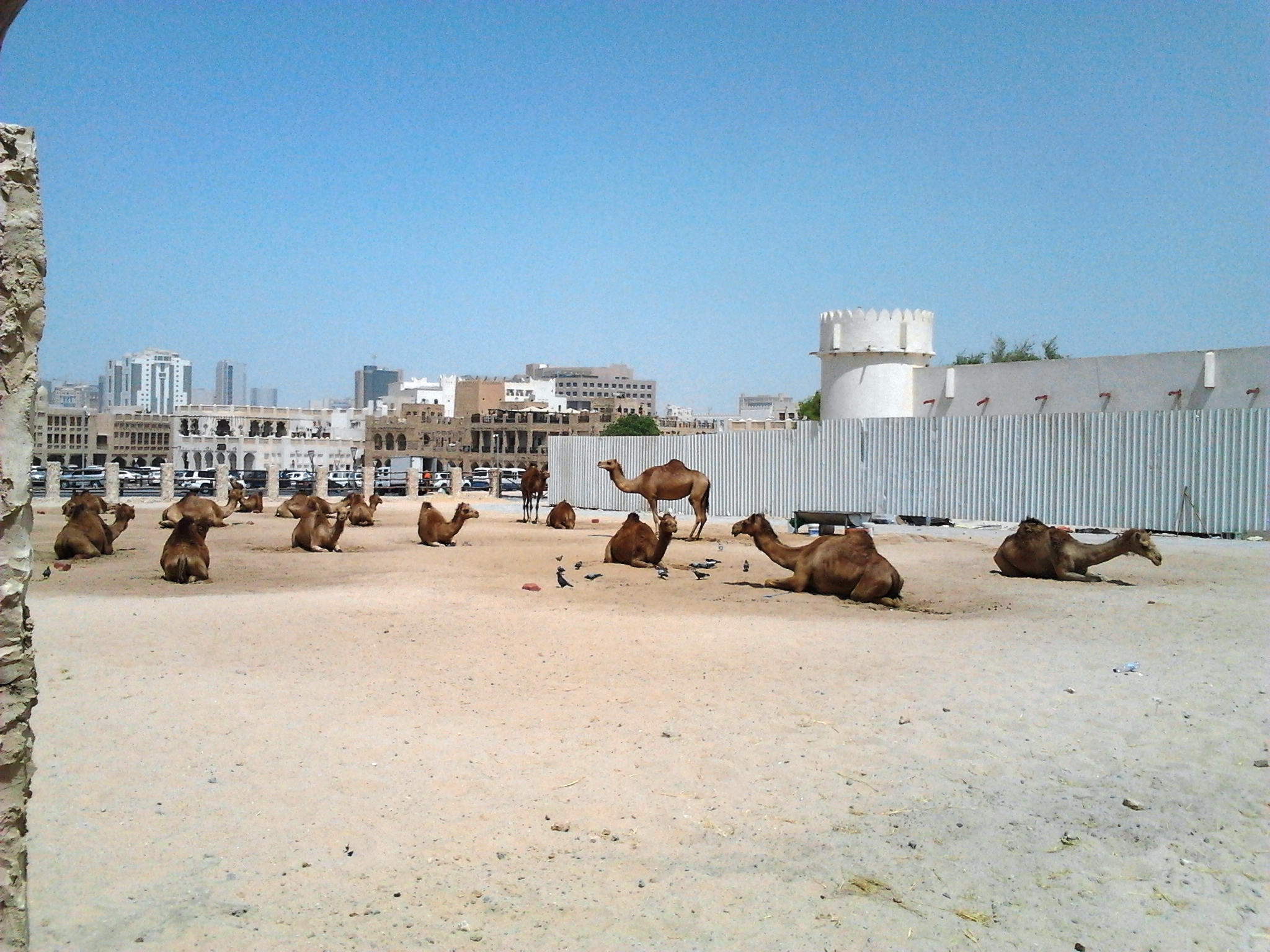
首都ドーハのラクダ市場

カタールの年降水量は40ミリ前後であるため、降雨に頼った農業は不可能である。しかしながら、灌漑などを利用した農業が営まれており、農地面積は国土の0.7%（80平方キロメートル、1994年）に達する。牧場は同4.5%（500平方キロメートル）である。農業従事者の人口に占める割合は0.5%。
主要穀物では大麦（5000トン、2002年）、トウモロコシ（1000トン）を栽培する。野菜ではトマト（1.1万トン）、次いでキャベツ（2000トン）の生産が盛ん。畜産業では、ニワトリ（400万羽）とヒツジ（20万頭）が最大。次いでヤギ（18万頭）、ラクダ（5万頭）など。
漁業は盛んではないが、約7000トンの水揚高が記録されている。
原油の埋蔵量は252億バレル、天然ガスは880立方フィートで、ロシアとイランに次いで世界第3位（シェア12.9%）。産出量は原油日量192万バレル（シェア2.1%）なのに対し、天然ガスは日量1780億立方フィートでシェア4.8%である（数字は2017年、BP統計調べ）。日本の天然ガス輸入先としてはマレーシア、インドネシア、オーストラリアに次いでカタールが第4位にあたる。輸出に占める鉱業の割合は非常に高く、2002年時点で天然ガス42.6%、原油35.0%に達する。2008年までの油価高騰により石油ガスがGDPの50%、輸出の85%、政府収入の70%を占めるようになった。カタールの天然ガス輸出先は第1位が日本で全体の約21%、第2位が韓国で約18%、第3位がインドで約15%となっている（JOGMEC調べ）。
国営エネルギー会社カタール・ペトロリアム（QP）を有し、ノースガス田開発などを手がけている。

### 工業
工業は発達しておらず、食肉加工、窒素肥料の製造、セメント製造などが小規模に営まれている段階である。もっとも規模が大きいのが石油化学工業、次に製鉄である。輸出に占める工業製品の割合は2002年の段階で石油製品6.7%、プラスチック3.1%、鉄鋼2.8%である。

### 情報通信
しばしば「中東のCNN」と形容されるアルジャジーラの本社がドーハに置かれている。開局時はアラビア語のニュースTVでスタートしたが、現在いくつものチャンネルを有する。アラビア語と英語の新聞がいくつかあり、英字ビジネス月刊誌は『Qatar Today』が唯一で、他にアラビア語のビジネス誌、女性誌、ファッション誌が同じ出版社から出ている。

### 観光

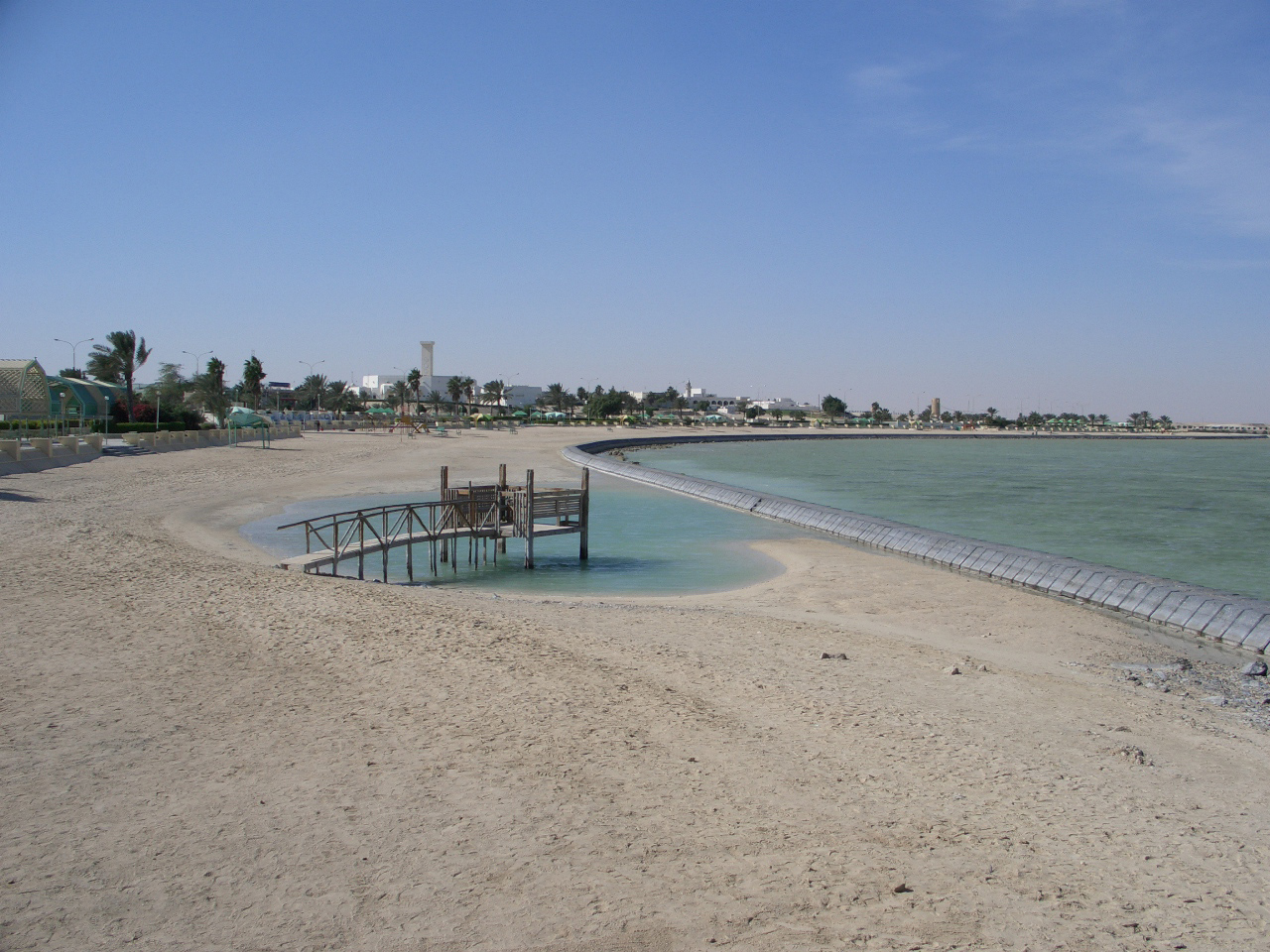
カタールのビーチ

ドバイ首長国首都ドバイにもあるパーム・ツリー・アイランドがドーハ湾に作られ、リゾート地になっている。また、南部のホール・アル・ウデイドのラグーンや砂丘ツアーがある。

## 文化
カタールは潤沢な石油や天然ガスの収入により、医療および教育が無償となっており、社会保障制度も完備している。

### 祝祭日
| 日付                           | 日本語表記                                  | 現地語表記             | 備考                     |
| ------------------------------ | ------------------------------------------- | ---------------------- | ------------------------ |
| 2月12日                        | 国民スポーツの日                            | اليوم الرياضي للدولة   |                          |
| 12月18日                       | 独立記念日 （カタール国ナショナルデー）     | اليوم الوطني لدولة قطر |                          |
| シャウワール月1日から          | ラマダーン明け祭 （イード・アル＝フィトル） |                        | イスラム暦による移動祝日 |
| ズー・アル＝ヒッジャ月10日から | 犠牲祭 （イード・アル＝アドハー）           |                        | イスラム暦による移動祝日 |

※独立記念日は2006年までは9月3日であったが、2007年より変更されている。

### スポーツ
サッカー
カタール国内でも他の中東諸国同様に、サッカーが圧倒的に1番人気のスポーツとなっている。1963年に創設され2008年にプロ化したカタール・スターズリーグは、オイルマネーで数多くの有名選手を獲得し世界中から注目を集めている。2000年代にはバティストゥータ、ペップ・グアルディオラ、フェルナンド・イエロなど、2010年代にはラウール、シャビ、スナイデル、サミュエル・エトーなど、2020年代にはハメス・ロドリゲスやマイケル・オルンガなどがカタールのクラブに移籍している。
カタールリーグと日本人選手との関係では、2019年に中島翔哉がアル・ドゥハイルへ移籍した際の移籍金は「約43億7500万円」にものぼり、2001年に中田英寿がセリエAのパルマへ移籍した際の「約32億円」を大幅に上回る、日本人史上最高額となった。2020年には小林祐希がアル・ホールへ、2022年には谷口彰悟がアル・ラーヤンへ移籍加入している。
さらにカタールは国際大会の誘致にも力を入れており、AFCアジアカップは1988年大会、2011年大会、2023年大会が同国で開催された。FIFAアラブカップも2021年大会が行われ、2025年大会と2027年大会もカタール開催が予定されている。FIFAワールドカップは2022年大会が行われ、カタール代表は本大会初出場を果たした。
クリケット
クリケットがサッカーに次いで人気のスポーツとなっている。1980年にカタール・クリケット協会が設立され、2000年に国際クリケット評議会に加盟した。カタール・クリケット協会はドーハ並びにカタール全体にクリケットがプレーできるように発展させる措置を講じている。クリケットが最も人気の地域である南アジア出身の外国人労働者が、カタールの人口の多くを占めていることもクリケット人気の要因の一つである。2017年に国際クリケット評議会に準会員として加盟した。2013年に開場したドーハに所在するウェスト・エンド・パーク国際クリケットスタジアムはメインとなるクリケットスタジアムである。
その他の競技
カタールのスポーツは球技や陸上競技、競馬や水泳など幅広く展開されている。また、古くから存在するものとはしてはラクダのレース（競駝、キャメルレーシング）があり、国内にはキャメルレーシング用の競技場が都市の一つであるシャハーニーヤに設けられている。
自転車ロードレースでは2002年から開催されている「ツアー・オブ・カタール」があり、ツール・ド・フランスを主催するASOが同様に主催しており、毎年多くのトップ選手がシーズン序盤の調整を兼ねて出場するハイレベルなステージレースとなっている。2004年にはドーハの北にあるアッ＝ザアーインに「ルサイル・インターナショナル・サーキット」が完成し、MotoGPが毎年開催されている。
競馬は純血アラブとサラブレッドによるレースが行われている。2012年から始まった「カタール見習い騎手招待レース」には日本の騎手も招待されている（第1回：国分優作、第2回：嶋田純次）。またサラブレッドの国際競走としてアミールトロフィーなどが行われており、こちらに日本調教馬が参戦することがある。
さらに近年ではバスケットボールも力をつけており、2006年には世界選手権に初出場した。また、陸上競技においても21世紀以降アジア競技大会などの国際大会で、優勝者や上位入賞者を輩出している。